# Margariscus
Margariscus Ckll., 1909 è un genere di pesce d'acqua dolce appartenente alla famiglia dei Ciprinidi. Endemico dell'America del Nord, ne sono note due specie.

## Specie
Il genere comprende due specie:
- Margariscus margarita (Cope, 1867)
- Margariscus nachtriebi (Cox, 1896)